# Sokotrasparv
Sokotrasparv (Passer insularis) är en fågel i familjen sparvfinkar inom ordningen tättingar.

## Utbredning och systematik
Sokotrasparven förekommer på ön Sokotra utanför Somalia. Den behandlas vanlige som monotypisk, det vill säga att den inte delas in i några underarter. Vissa inkluderar dock abdalkurisparven (P. hemileucus) som en underart.

## Status och hot
Arten har ett stort utbredningsområde och en stor population med stabil utveckling och tros inte vara utsatt för något substantiellt hot. Utifrån dessa kriterier kategoriserar internationella naturvårdsunionen IUCN arten som livskraftig (LC). På Sokotra är den mycket vanlig med en uppskattad världspopulation på en kvarts miljon individer.